# Guerre d'Anastase
Guerres perso-byzantines
Batailles
- Amida (502-503)

Guerre d'Ibérie
- Thannuris (528)
- Dara (530)
- Satala (530)
- Callinicum (531)

Guerre lazique
- Phasis (555-556)

Guerre pour le Caucase
- Constantine (582)
- Solachon (586)
- Martyropolis (588)

Guerre de 602 - 628
- Antioche (613)
- Césarée (614)
- Jérusalem (614)
- Égypte (618-621)
- Sarus (625)
- Constantinople (626)
- Tbilissi (627-628)
- Ninive (627)

La guerre d'Anastase est un conflit qui opposa de 502 à 506 l'Empire romain d'Orient et l'Empire sassanide. Il fut le premier grand conflit entre les deux puissances depuis 440, et le prélude à une longue série d'autres conflits destructeurs au cours du siècle suivant.

## Sources
Plusieurs chroniqueurs, principalement byzantins, reviennent sur ce conflit. C'est en particulier le cas d'auteurs originaires des provinces orientales de l'Empire, comme Zacharie le Rhéteur, dont les écrits ont notamment été compilés au sein de la chronique dite de Pseudo-Zacharie le Rhéteur. De même, Josué le Stylite s'attarde longuement sur les péripéties qui émaillent les relations romano-perses, de 298 jusqu'au règne d'Anastase. Là encore, le texte constitue l'un des matériaux de la Chronique du Pseudo-Denys de Tell-Mahré. Jean le Lydien, qui écrit sous Justinien, a aussi produit des écrits sur ce conflit, avec une tendance à atténuer les réalisations des généraux byzantins pour mieux souligner les réussites ultérieures de Justinien. Procope de Césarée, lui aussi contemporain de Justinien, mentionne cette guerre, en particulier dans son ouvrage intitulé Sur les monuments, compilation des nombreuses réalisations architecturales de Justinien mais dans lequel il tend à lui attribuer des constructions plutôt datées d'Anastase, en particulier les fortifications érigées au lendemain du conflit. 

## Prélude
La guerre d'Anastase intervient après une longue période de paix relative dans les guerres romano-parthes puis perso-byzantines. Cette trêve s'explique par les urgences qui accaparent les deux empires sur d'autres fronts, en particulier les « Invasions barbares » qui occupent largement l'Empire romain, tant d'Orient que d'Occident. Pour autant, vers la fin du Ve siècle, le shah Kavadh Ier commence à manifester son agacement auprès de Constantinople, estimant que les Byzantins ne jouent pas leur part dans la défense des Portes du Caucase ou portes d'Alexandre, véritables voies d'accès vers le sud du massif montagneux. Ce sont les Sassanides qui les défendent mais Rome puis Constantinople se sont engagés à participer financièrement à cet effort. Ainsi, au moment de la mort de Zénon en 491, une ambassade sassanide s'apprête à rejoindre la capitale byzantine pour réclamer la somme due. Finalement, c'est Anastase qui devient empereur et reçoit cette revendication, à laquelle il répond par une fin de non-recevoir et rappelle que les Sassanides auraient dû rétrocéder aux Byzantins la ville frontière de Nisibe. À plusieurs reprises, Kavadh tente de revenir à la charge, sans plus de résultats et sans oser franchir le pas de la guerre. En 496, il est déposé par un coup d'état et trouve refuge chez les Hephtalites, qui lui fournissent les moyens de reprendre son trône en 499. Seulement, il est désormais leur débiteur et son Empire manque d'argent pour satisfaire aux différentes dépenses. Il réclame à nouveau un tribut à Anastase qui refuse et préfèrerait un prêt, qui lui éviterait le statut d'obligé des Sassanides. En outre, des perturbations climatiques et des changements dans le cours du Tigre favorisent les inondations et les famines. Divers soulèvements éclatent alors en Mésopotamie et en Persarménie. Face à ces défis, Kavadh décide de passer à l'action et déclenche les hostilités en 502.

## Déroulement

### L'offensive des Sassanides (502)
Au cours de l'été 502, Kavadh envahit l'Arménie romaine et la Mésopotamie. Il capture rapidement la ville de Theodosiopolis, insuffisamment préparée. La ville est en effet faiblement fortifiée et ne dispose pas d'une garnison de troupes. La cité de Martyropolis tombe elle aussi assez vite, ce qui démontre la fragilité du dispositif frontalier des Byzantins, insuffisamment préparés. Anastase tente d'envoyer l'ambassadeur Rufinus pour négocier la poursuite de la paix mais il arrive trop tard. Quand il rencontre Kavadh, celui-ci assiège déjà la ville-forteresse d'Amida au cours de l'automne puis de l'hiver 502-503. Le siège de la ville s'avère néanmoins beaucoup plus difficile que prévu par Kavadh. Les défenseurs, bien qu'ils ne puissent compter sur aucune troupe de garnison, repoussent les assauts des Perses pendant trois mois, La ville tombe finalement après 80 jours de siège et Rufinus est libéré sans avoir pu négocier,. Dans le même temps, les Sassanides mobilisent les Lakhmides, un peuple arabe allié qui lance des raids vers Carrhae et parviennent à battre les troupes du dux Olympius à Tell Beshme. Les Byzantins, qui tentent d'adopter une formation défensive compacte sont débordés par la mobilité de leurs adversaires qui finissent par briser leur formation et les contraindre à la fuite.  En revanche, le dux d'Arménie Eugène peut rapidement reprendre Théodosiopolis. 

### Première réaction byzantine avortée (503)
L'empereur Anastase réagit en envoyant une force de 60 000 hommes à l'Est pour contrer la menace perse au printemps 503. A sa tête, trois généraux se partagent le commandement : les deux maîtres des milices praesentalis Hypace et Patricius, ainsi que Flavius Areobindus Dagalaiphus, maître des milices pour l'Orient. Rapidement, les trois hommes peinent à se coordonner efficacement. Alors qu'Aréobindus, avec 12 000 hommes selon Josué le Stylite, s'aventure à assaillir Nisibe, ville perse frontalière, il est rapidement informé de l'arrivée de renforts. Or, Hypace et Patricius, restés plus en retrait, tardent à lui venir en aide et il doit se retirer, laissant son campement principal être pillé. Plus au sud, le dux d'Osroène Timostratus parvient à vaincre les Lakhmides, dont la capitale, Al-Hira, est attaquée par les Arabes alliés aux Byzantins, venus en soutien. 
Kavadh réagit vite et attaque à nouveau dès l'été 503, en partant de Nisibe. Patricius et Hypace tentent de l'intercepter en joignant leurs forces avec celles d'Aréobindus mais ne parviennent pas à se coordonner et subissent une lourde défaite entre Apadna et Tell Beshme. Ils doivent se replier sur Samosate, alors que Kavadh se dirige sur Constantia où la communauté juive aurait essayé de lui livrer la ville. Cependant, l'évêque parvient à mobiliser la garnison et, en échange de quelques vivres, Kavadh se retire pour viser Édesse, la grande ville byzantine de la région frontalière. Il y arrive au mois de septembre et demande un important tribut en or mais Aréobindus refuse de céder. Si les auxiliaires arabes lancent plusieurs raids destructeurs sur l'Osroène, la cité tient bon et Kavadh doit battre en retraite alors qu'il manque de provisons et que des renforts ennemis approchent. En parallèle, le général byzantin Pharesmane tente de se rapprocher d'Amida mais ne peut la reprendre. Néanmoins, il parvient à tendre une embuscade lors de laquelle il tue le commandant perse de la garnison, Glon, qui s'était risqué à une sortie. Par ailleurs, probablement au début de l'automne, les Lakhmides lancent un nouveau raid contre la Palestine, qui aurait eu des résultats notables avec la constitution d'un important butin et d'un grand nombre de prisonniers.

### Contre-attaque byzantine (503-504)

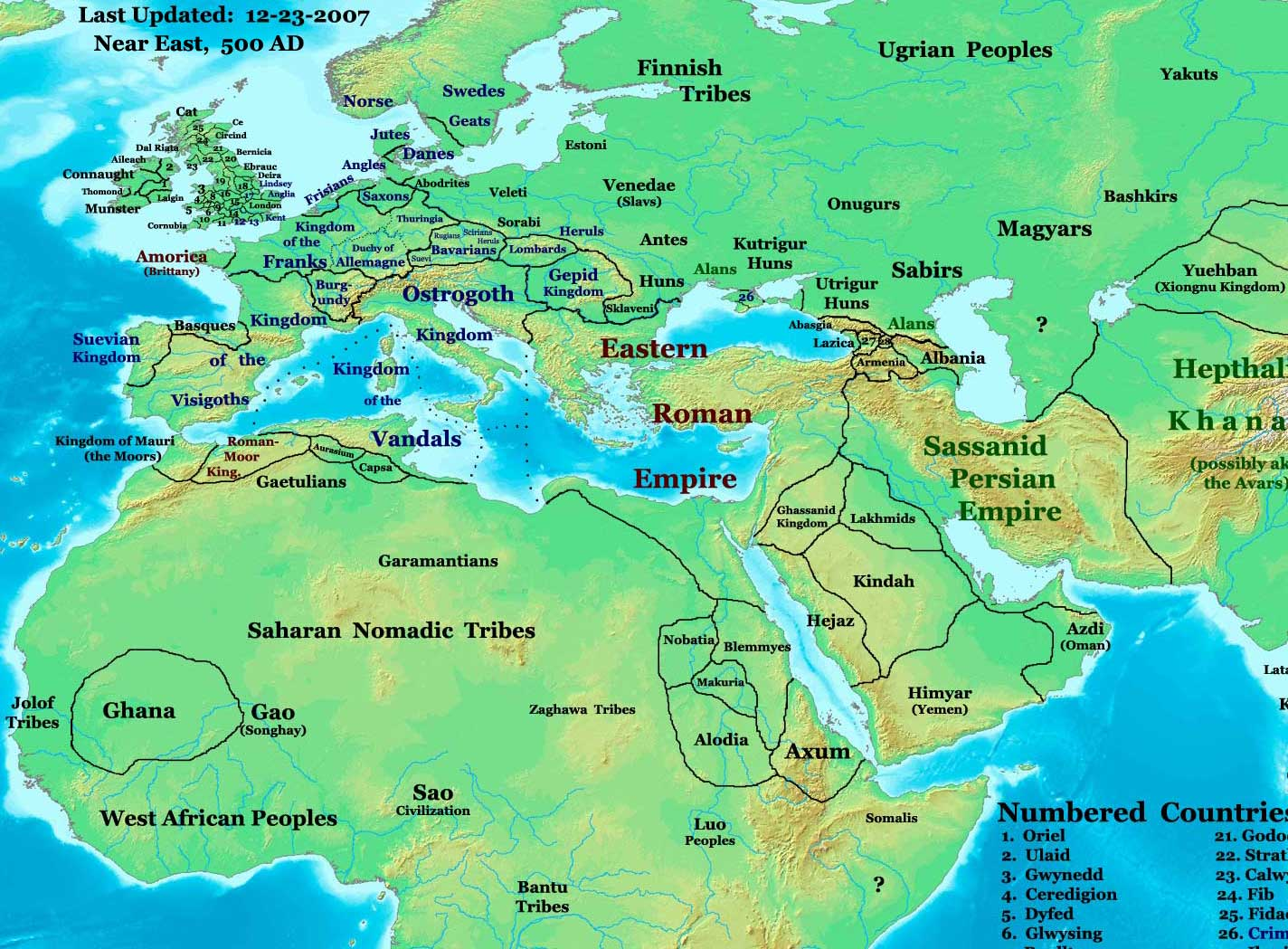
Carte des Empires byzantin et perse et de leurs voisins en 500. Beaucoup de nations voisines ont été entraînées dans la guerre entre les grandes puissances.

Confronté aux échecs de ses généraux, Anastase décide de nommer Celer, son maître des offices, à la tête des opérations. Il arrive sur le front à la fin septembre, tandis que des exemptions d'impôts sont accordées aux régions frontalières, confrontées aux effets de la guerre. Hypace repart pour Constantinople tandis que les autres commandants byzantins prennent leurs quartiers d'hiver. C'est à cette période que Patricius parvient à vaincre une troupe perse chargée de ravitailler Amida et qu'il peut poursuivre le siège de la place forte. La guerre commence à tourner en faveur des Byzantins alors que les Huns mènent un assaut sur la frontière orientale des Sassanides, qui doivent diviser leurs forces pour y répondre. Celer commence l'année 504 en accroissant la pression et il rejoint Patricius au printemps. A nouveau, le commandement byzantin vise les vivres perses en s'en prenant à du bétail, sans parvenir à affaiblir suffisamment la garnison d'Amida, qui profite des fortifications solides pour tenir. 
Celer envoie des troupes piller la région de Beth Aramaye, autour de Nisibe et Aréobindus fait de même en Arzanène. Bientôt, les rangs perses sont affaiblis par des défections, à l'image du chef arabe Constantin ou d'un chef arménien du nom de Muchlek. Anastase entend poursuivre l'effort de guerre en prolongeant les exemptions de taxes, dont bénéficie par exemple la cité de Hiérapolis qui sert de quartier-général à des troupes byzantines. Face au retrait progressif de ses troupes, Kavadh décide de passer à la négociation. Il accepte de rétrocéder la cité d'Amida et une trêve est convenue entre les deux belligérants. Dans l'attente que les deux souverains acceptent de signer la paix, les Byzantins en profitent pour renforcer les défenses de la frontière, prises à défaut en 502. Dès 505, ils entreprennent la fortification de Dara, une cité proche de Nisibe et qui devient un véritable bastion au fur et à mesure des années. D'autres positions sont renforcées comme Edesse ou Batnae. Si les alliés arabes des Perses et des Byzantins tentent de poursuivre leurs raids, ils sont bien vite châtiés par leurs suzerains et contraints eux aussi de respecter la trêve en cours. 
En septembre 506, les négociations arrivent à leur terme et les deux camps acceptent de se rencontrer entre Nisibe et Dara. Néanmoins, les tensions restent élevées et les Byzantins s'emparent à une reprise des négociateurs perses quand ils subodorent une trahison. Une fois relâchés, ceux-ci choisissent de rester à Nisibe. En novembre 506, un traité est finalement signé, bien qu'on en sache peu sur les clauses qu'il contient. Procope indique qu'une paix est signée pour une durée de sept ans. Il est également probable que les Byzantins aient versé un tribut aux Perses mais qu'il n'ait pas été annuel.

## Conséquences
La guerre n'entraîne aucun changement territorial d'importance mais elle finit de convaincre Anastase qu'il est nécessaire de renforcer les défenses de la frontière avec la Perse. En-dehors de Dara, il fait restaurer les fortifications de Théodosiopolis, d'Euchaita ou de Mélitène, notamment à la suite d'un raid des Sabires qui franchissent le Caucase et semblent pénétrer jusqu'en Cappadoce vers 515. Quelques années avant, vers 506, ce sont les Tzanes qui s'en prennent à la Pont, profitant peut-être de la concentration des forces byzantines plus au sud. Du côté des Sassanides, ce sont les attaques des Huns qui les ont en partie empêcher de poursuivre leurs efforts. Ainsi, dans le Caucase, notamment en Ibérie, ils semblent perdre du terrain. Kavadh réagit et réprime une rébellion en Arménie vers 513-514 tout en réaffirmant la présence sassanide en Albanie du Caucase avec la construction d'une nouvelle capitale à Partaw et la nomination d'un gouverneur à Mtskhéta dans l'actuelle Géorgie en 520. 
Bien qu'aucun autre conflit d'importance majeure n'eut lieu durant le règne d'Anastase, les tensions continuèrent, en particulier au moment de la construction de la forteresse de Dara. Celle-ci allait être par la suite un élément clé des défenses byzantines, et une source durable de litige avec les Perses. D'après eux, la construction de la forteresse violait le traité convenu entre les deux parties en 422, par lequel les deux empires s'étaient engagés à ne pas établir de nouvelles fortifications dans la zone frontalière. Anastase poursuivit néanmoins le projet de construction, tout en versant des tribus à Kavadh pour donner le change face aux plaintes répétées des Perses. Ceux-ci étaient de toute façon incapable de stopper la construction, si bien que les murs furent achevés en 507-508. Néanmoins, la paix dure jusqu'en 526 avec l'éclatement d'un nouveau conflit, la guerre d'Ibérie, autour d'un conflit d'influence dans cette région caucasienne.

## Sources

### Sources primaires
- (en) Zacharie le Rhéteur (trad. Robert R. Phenix et Cornelia Horn), The Chronicle of Pseudo-Zacharias Rhetor : Church and War in Late Antiquity, Liverpool University Press, 2011, 577 p. (ISBN 9781846314940, lire en ligne)
- (en) Josué le Stylite (trad. J.W. Watt et Frank Trombley), The Chronicle of Pseudo-Joshua the Stylite, Liverpool University Press, 2000 (ISBN 9780853235859)

### Sources secondaires
- (en) Geoffrey Greatrex, Rome and Persia at War, 502-532, Leeds, 1998, 328 p. (ISBN 9780905205939)
- (en) Geoffrey Greatrex et Samuel N. C. Lieu, The Roman Eastern Frontier and the Persian Wars, Part II : 363-630 AD, Londres, Routledge, 2002, 373 p. (ISBN 0-415-14687-9, lire en ligne).
- (en) Fiona K. Haarer, Anastasius I. Politics and Empire in the Late Roman World, Cambridge, Francis Cairns, 2006, 351 p. (ISBN 0-905205-43-X)
- (de) Mischa Meier, Anastasios I : Die Entstehung des Byzantinischen Reiches, Stuttgart, Klett Cotta, 2009, 443 p. (ISBN 978-3-608-94377-1).
- (en) Fiona Nicks, The Reign of Anastasius I, 491-518, Oxford, St Hilda's College, 1998 (lire en ligne)